# Itajuípe
Itajuípe là một đô thị thuộc bang Bahia, Brasil. Đô thị này có diện tích 295,912 km², dân số năm 2007 là 20746 người, mật độ 70,1 người/km².